# Efebo biondo
L'Efebo biondo è una scultura del tipo del kouros in marmo pario di dimensioni inferiori al vero databile al 490-480 a.C. circa di cui sono rimasti soltanto la testa (Acropolis 689), conservata nel Museo dell'Acropoli di Atene, ed il bacino.

## Scoperta
Venne ritrovata nell’angolo sud-est dell’Acropoli di Atene insieme a muri di un antico edificio. Non è stata mai provata dal punto di vista archeologico la sua provenienza dai detriti dell’epoca della seconda guerra persiana. La datazione antecedente al 480 a.C. viene comunque accettata da molti studiosi per motivazioni stilistiche.

## Descrizione e stile
Questa scultura è infatti spesso accostata ad opere coeve come l’Efebo di Crizio e la Kore di Euthydikos: quest’ultima, in particolare, potrebbe essere stata realizzata dallo stesso artista dell’Efebo biondo. Il suo nome attuale è dovuto alla presenza di tracce di colore giallo sui capelli al momento della scoperta.
Notevole è la forte torsione a destra a livello del collo, che sarebbe ripresa dal frammento, corrispondente al bacino, concordemente associato alla testa. Il corpo nel suo intero, secondo la ricostruzione, doveva avere il peso appoggiato sulla gamba sinistra. Se questo è un elemento già tipico della prima età classica, i capelli lunghi a riccioli chiusi da due trecce sono di tradizione arcaica: forte e innovativo è però il contrasto che si forma fra questi ed il volto levigato.

## Ricostruzione
Una copia della testa dell’Efebo biondo, con la ricostruzione dei colori presenti in origine sulla superficie, realizzata da Alfons Neubauer della Gliptoteca di Monaco di Baviera.

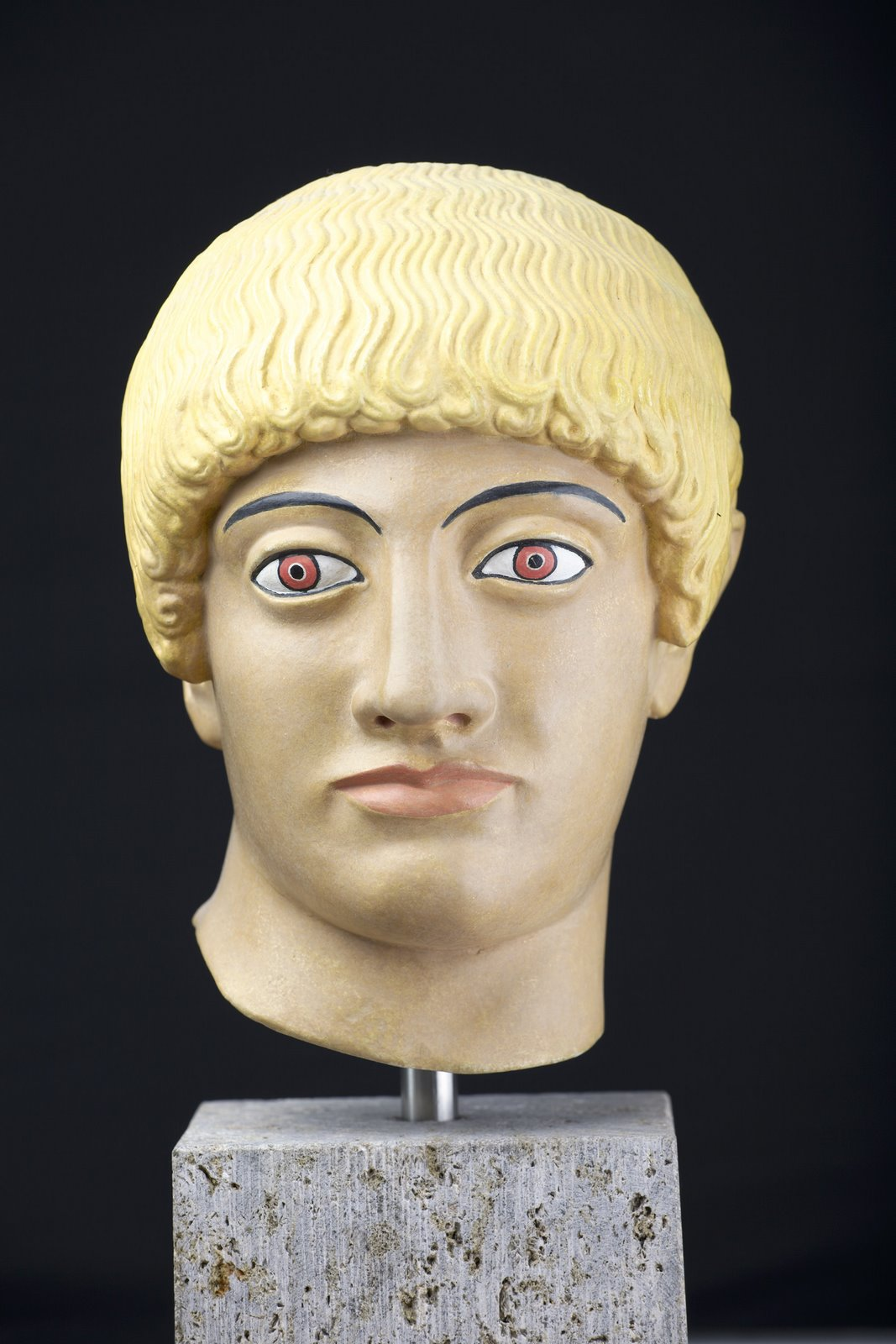
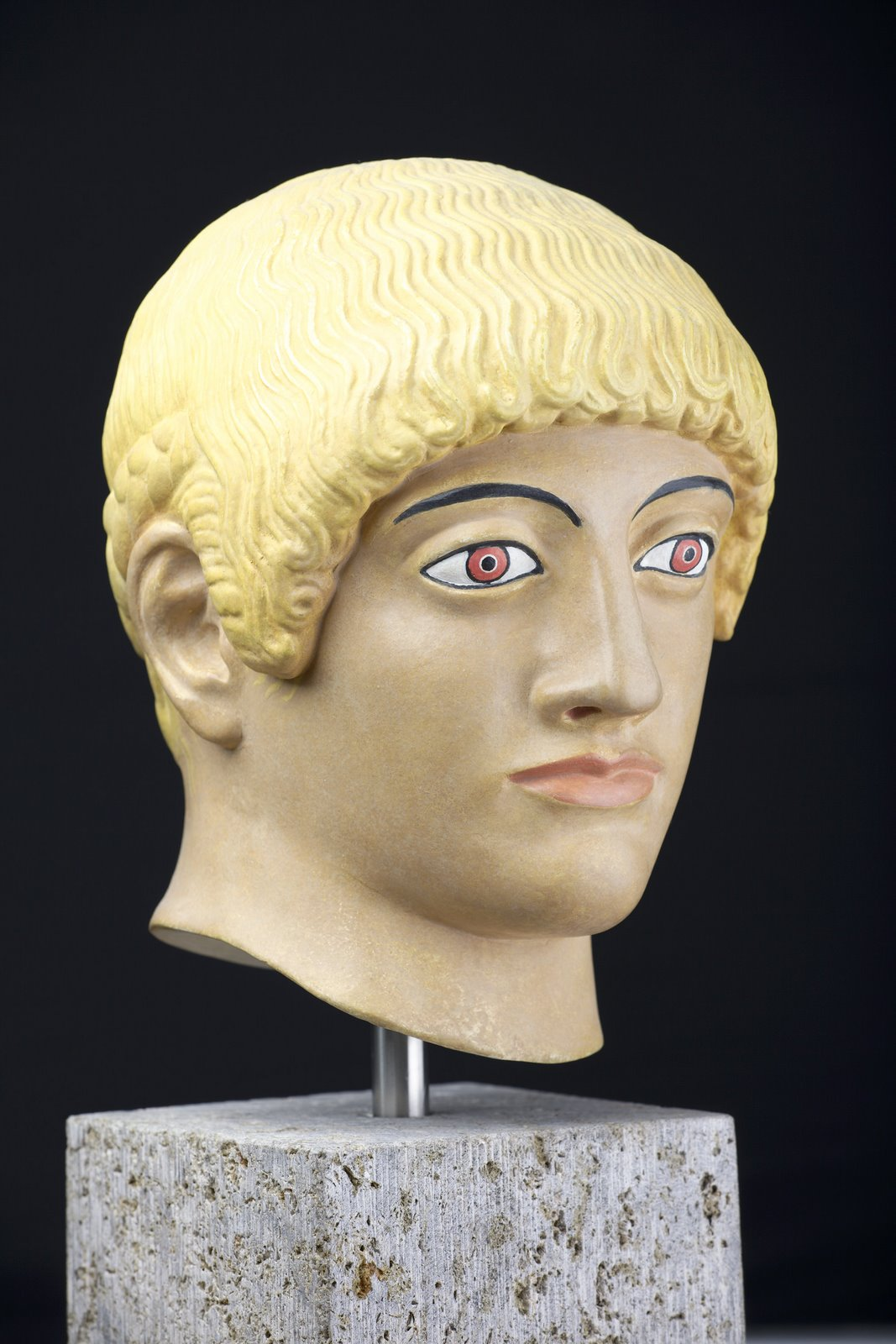
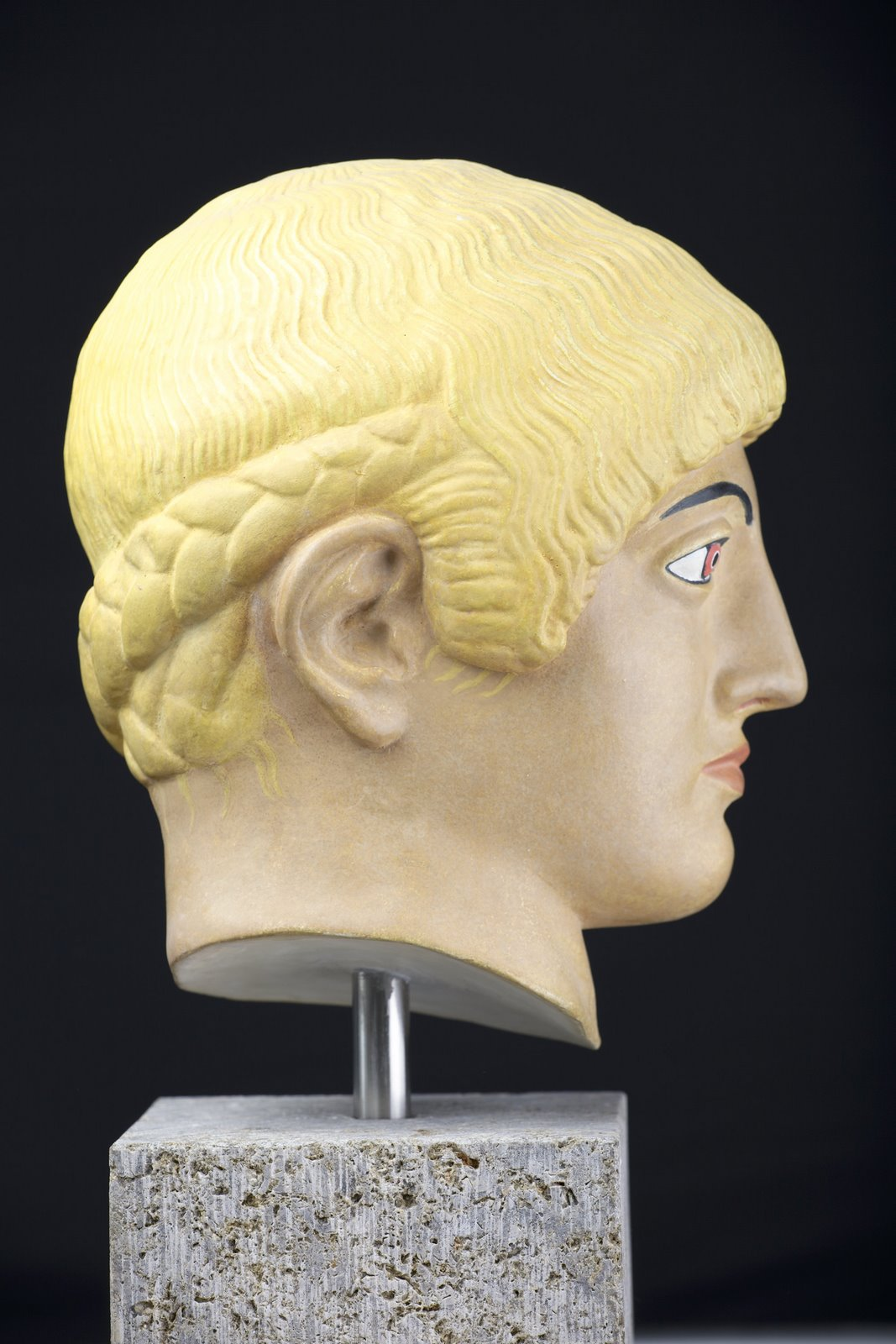
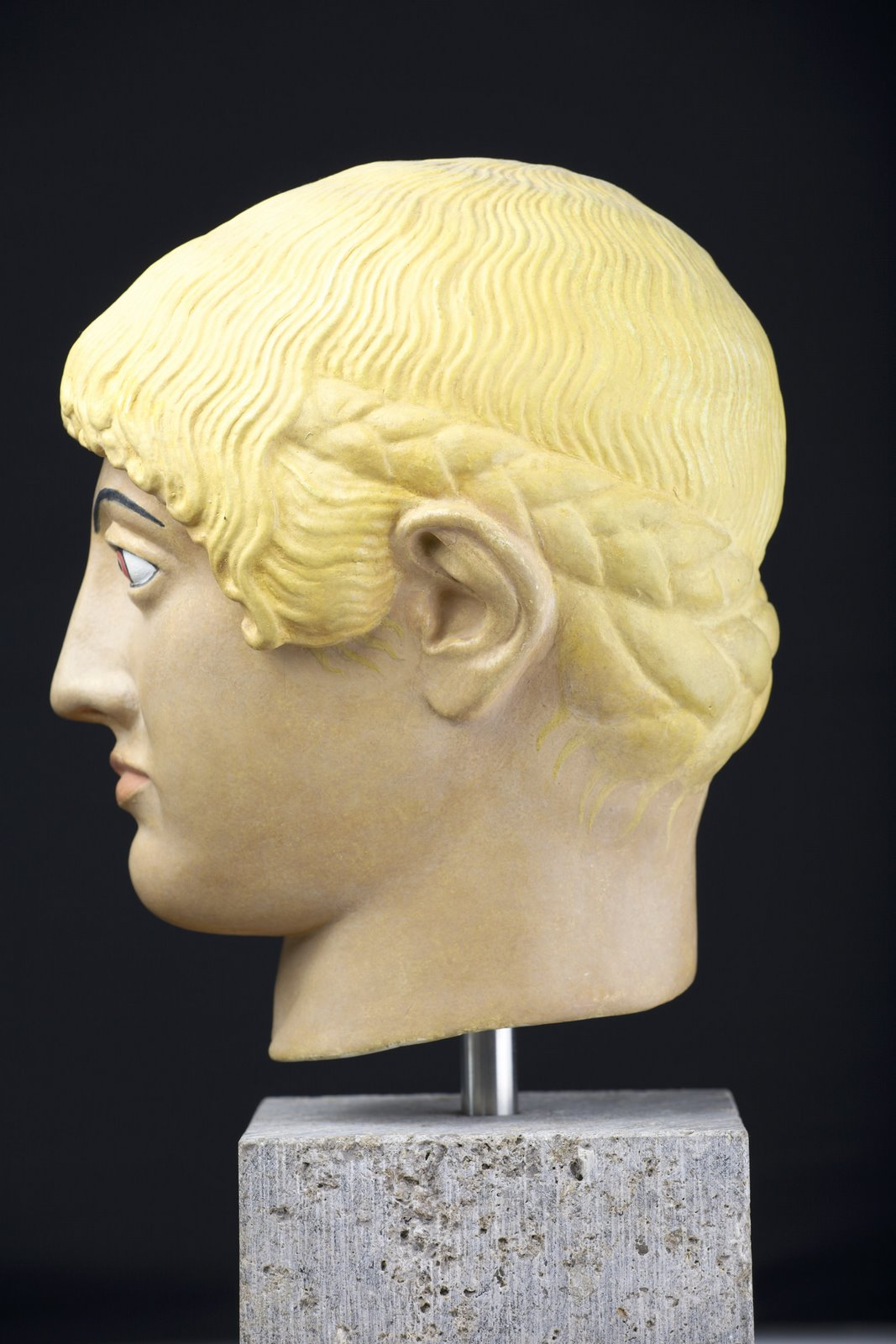